# Maria Pia
Maria Pia  è un nome proprio di persona italiano femminile.

## Varianti
- Femminili: Mariapia[1][2]

## Origine e diffusione
Si tratta di un nome composto, formato dall'unione di Maria e Pia. Secondo dati raccolti negli anni '70, con 69.000 occorrenze è il quinto per diffusione fra i composti basati su Maria, dietro a Maria Teresa, Maria Luisa, Maria Grazia e Maria Rosa e seguito da Mariangela.

## Onomastico
L'onomastico si può festeggiare lo stesso giorno di Maria, 12 settembre, o di Pia, 19 gennaio; il nome doppio è stato inoltre portato da una beata, Maria Pia Mastena, fondatrice delle Suore del Santo Volto, commemorata il 28 giugno.

## Persone

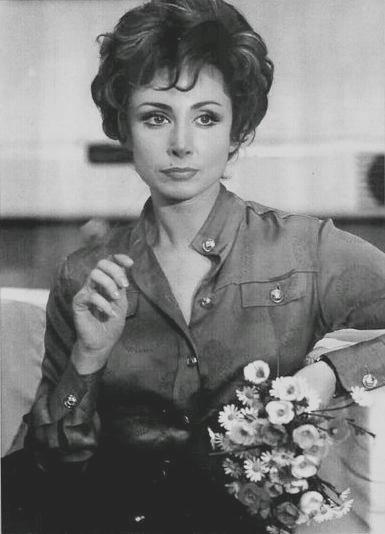
Maria Pia Di Meo

- Maria Pia di Borbone-Due Sicilie, duchessa di Parma
- Maria Pia di Sassonia Coburgo Braganza, nobildonna e scrittrice portoghese
- Maria Pia di Savoia, regina di Portogallo e Algarve
- Maria Pia Ammirati, scrittrice e giornalista italiana
- Maria Pia Calzone, attrice italiana
- Maria Pia Casilio, attrice italiana
- Maria Pia Dal Canton, politica e insegnante italiana
- Maria Pia De Vito, cantante e compositrice italiana
- Maria Pia Di Meo, attrice, doppiatrice e direttrice del doppiaggio italiana
- Maria Pia Gardini, imprenditrice italiana
- Maria Pia Mastena, religiosa italiana
- Maria Pia Tavazzani, partigiana, scrittrice e fotografa italiana

### Variante Mariapia
- Mariapia Garavaglia, politica e docente italiana
- Mariapia Veladiano, scrittrice e insegnante italiana

## Il nome nelle arti
- Mariapia Lisandri è un personaggio della fiction Braccialetti rossi.